# Tema tracesiano

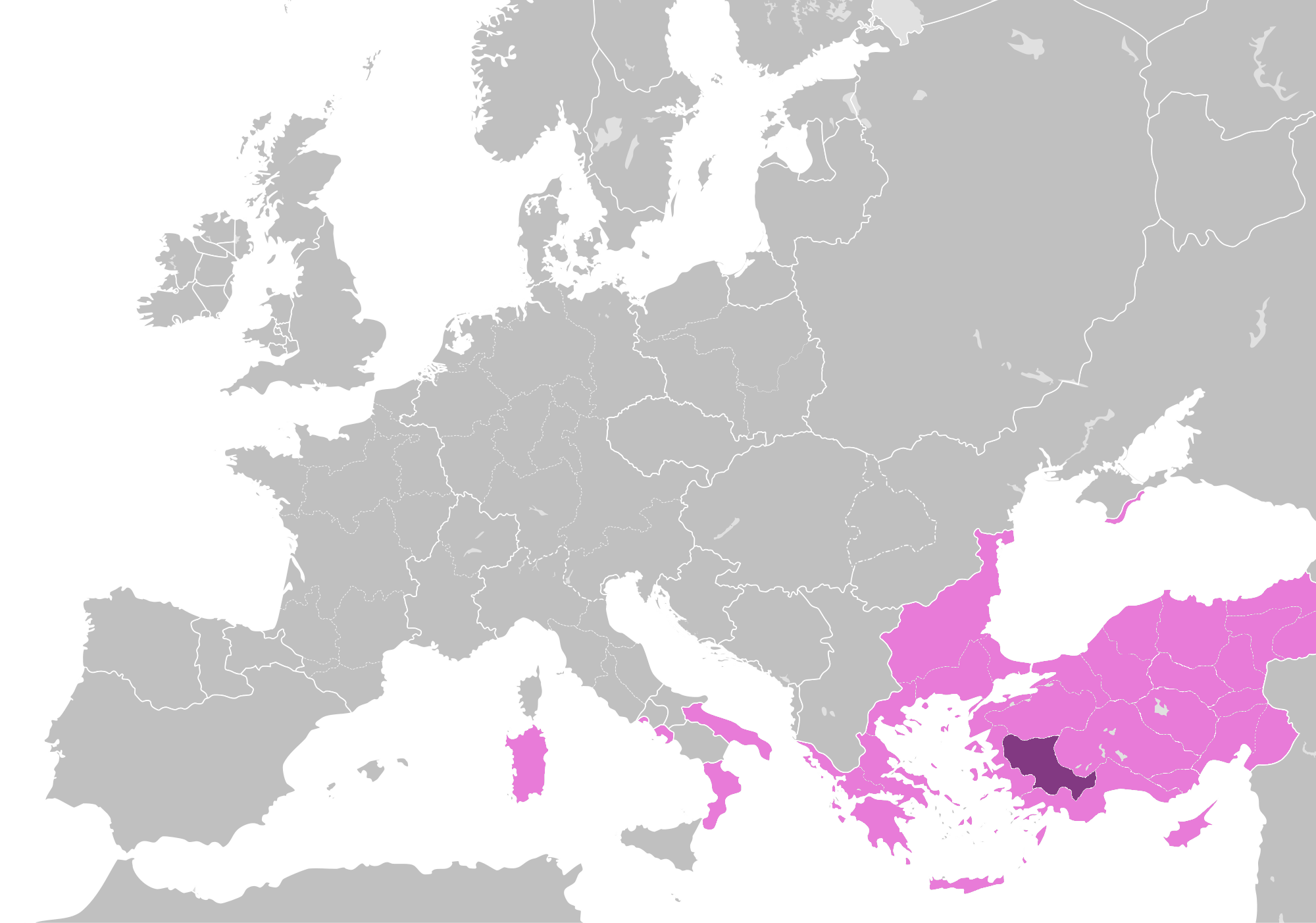
tema tracesiano alrededor del año 1000

El tema tracesiano (en griego: Θρᾳκήσιον θέμα), también conocido como tema de los tracesianos, fue un tema (provincia cívico-militar) bizantino en el oeste de Asia Menor, creado en el siglo vii o principios del viii. Fue uno de los mayores y más importantes entre los themas del imperio y fue la provincia gobernada por algunos de los generales más importantes de la historia imperial como Miguel Lacanodraco, Bardanes el Turco y Petronas el Patricio.

## Historia
Al igual que otros temas, la fecha exacta de su fundación no está clara. La primera fecha registrada para los tracesianos es 711, cuando un oficial de la turma tracesiana llamado Cristóbal fue enviado por el emperador Justiniano II contra el Quersoneso, mientras que su primer estratego registrado data de 741. Por tanto, se asume tradicionalmente que los tracesianos eran inicialmente una turma del tema anatólico, y que posteriormente se transformó en tema, a finales del siglo VII o principios del siglo VIII
El nombre del tema deriva del hecho de que los themas fueron formados en el siglo VII, siguiendo a la expansión musulmana, como áreas de acampamientos militares para los restos de los ejércitos de la zona Oriental del Imperio; en el caso de los tracesianos, era el ejército de campaña del magister militum para la Diócesis de Tracia.
El primer estratego conocido de los tracesianos es un cierto Sisinio, enviado por Constantino V (r. 740-775) contra el usurpador Artabasdo (r. 741-742), pero que fue cegado más tarde por el emperador, como sospechoso de conspiración.
In el siglo X, como la amenaza árabe se calmó, los soldados tracesianos parece que se utilizaron cada vez más en expediciones ultramarinas, como las enviadas contra el Emirato de Creta en 911, 949 y 960.
Tras el desastre de Mantzikert, el tema fue brevemente ocupado por los selyúcidas a finales de los años 1070, pero la mayoría de su territorio fue recuperado por Juan Ducas, con la ayuda de la primera cruzada a finales de los años 1090. Juan II Comneno (r. 1118-1143) restableció el thema como unidad administrativa, aunque de tamaño reducido dado la creación de nuevos temas como Milasa y Melanudio, bajo gobierno de un dux, con sede en Filadelfia.
El tema tracesiano fue uno de los últimos territorios bizantinos de Asia Menor en caer bajo el dominio de los Beylicatos de Anatolia, y jugó un importante papel como baluarte contra sus incursiones. Sin embargo, a principios del siglo XIV, estaba reducido al área de Esmirna, hasta que esta ciudad cayó ante el Beylicato de Aydın en 1330.